# Jeff Sluman
Jeffrey George "Jeff" Sluman (født 11. september 1957 i Rochester, New York, USA) er en amerikansk golfspiller, der (pr. september 2010) står noteret for seks sejre på PGA Touren. Hans bedste resultat i en Major-turnering er hans sejr ved US PGA Championship i 1988.

## Sejre på PGA Touren
- 1988: US PGA Championship
- 1997:	Tucson Chrysler Classic
- 1998: Greater Milwaukee Open
- 1999: Sony Open in Hawaii
- 2001: B.C. Open
- 2002: Greater Milwaukee Open